# سونی اریکسون پی۹۱۰
پی ۹۱۰ (به انگلیسی: P910) یکی از مدل گوشی‌های عرضه شدهٔ هوشمند در سال ۲۰۰۴ میلادی توسط کمپانی سونی اریکسون است که دارای سیستم عامل سیمبیان نسخهٔ UIQ 3.0 است، این گوشی همچنین دارای کیبورد کامل جهت تایپ پیام یا رفتن به اینترنت است.